# Ramiro Moyano
Pas d'image ? Cliquez ici

a Compétitions nationales et continentales officielles uniquement.

b Matchs officiels uniquement.
Dernière mise à jour le 14 mars 2024.
Ramiro Moyano, né le 28 mai 1990 à Tucumán (Argentine), est un joueur de rugby à XV et rugby à sept international argentin évoluant aux postes d'ailier ou de arrière.

## Carrière

### En club
Ramiro Moyano commence sa carrière dans sa ville natale de Tucumán, avec le club amateur du Lince RC dans le championnat du Noroeste, avec qui il évolue à partir de 2007. À côté de cela, il joue avec la province des Pampas XV entre 2011 et 2015. Avec cette équipe, il dispute la Vodacom Cup (championnat des provinces sud-africaines) entre 2010 et 2013, puis remporte la Pacific Rugby Cup en 2014 et 2015,,.
En 2016, il fait ses débuts en Super Rugby avec la franchise des Jaguares. Peu utilisé lors de sa première saison, il s'impose ensuite comme un titulaire régulier à partir de la saison 2017.
Le 20 novembre 2019, il rejoint le Rugby club toulonnais en tant que joueur additionnel pour la saison 2019-2020. Le 22 avril 2020, il prolonge son contrat avec Toulon, pour deux années supplémentaires, jusqu'en 2022. Malgré ce contrat, il est laissé libre en juin 2021.
Après son départ de Toulon, il s'engage avec la province écossaise d'Édimbourg Rugby en United Rugby Championship. Après une unique saison, où il marque neuf essais en treize rencontres, il n'est pas conservé et quitte le club.
En janvier 2023, il rejoint les American Raptors en Súper Rugby Américas.
Un an plus tard, il rejoint l'équipe paraguayenne de Yacare XV au sein du même championnat.

### En équipe nationale
Ramiro Moyano a joué avec l'équipe d'Argentine des moins de 20 ans, et dispute le championnats du monde junior en 2010.
Il joue ensuite avec l'équipe d'Argentine de rugby à sept entre 2011 et 2016, disputant au passage la coupe du monde 2013.
Il joue également avec l'équipe des Jaguars (Argentine A), disputant la coupe des nations en 2012, et remportant la Tbilissi Cup en 2014.
Il obtient sa première cape internationale avec l'équipe d'Argentine le 22 mai 2011 à l’occasion d’un match contre l'équipe du Chili à Puerto Iguazú. Il dispute pendant plusieurs années le Championnat d'Amérique du Sud, où il inscrit sept essais en six matchs disputés,. Il également pré-sélectionné pour disputer la Coupe du monde 2015, mais n'est finalement pas retenu dans le groupe définitif.
Il obtient sa première cape en dehors du Championnat d'Amérique du Sud le 11 juin 2016 contre l'équipe d'Italie. À partir de 2017, il s'impose comme un titulaire indiscutable à l'aile de l'attaque argentine, grâce à ses qualités de vitesse et d'accélération.
En 2019, il est retenu dans le groupe de 31 joueurs sélectionné par Mario Ledesma pour disputer la Coupe du monde au Japon. Il dispute une seule rencontre lors de la compétition, contre la France.

## Palmarès

### En club
- Vainqueur de la Vodacom Cup en 2011 avec les Pampas XV
- Vainqueur de la Pacific Rugby Cup en 2014 et 2015 les Pampas XV.

### En équipe nationale
- Vainqueur du Championnat d'Amérique du Sud en 2011 et 2012.
- Vainqueur de la Tbilissi Cup en 2014.

## Statistiques
Au 16 septembre 2021, Ramiro Moyano compte 36 capes en équipe d'Argentine, dont 29 en tant que titulaire, depuis le 22 mai 2011 contre l'équipe du Chili à Puerto Iguazú. Il a inscrit 75 points (15 essais).
Il participe à cinq éditions du Rugby Championship, en 2016, 2017, 2018, 2019 et 2020. Il dispute quinze rencontres dans cette compétition.